# Ptiloglossa ollantayi
Ptiloglossa ollantayi är en biart som beskrevs av Cockerell 1911. Ptiloglossa ollantayi ingår i släktet Ptiloglossa och familjen korttungebin. Inga underarter finns listade i Catalogue of Life.